# Île centrale du Pulkkilanharju

L'île centrale du Pulkkilanharju (finnois : Pulkkilanharjun keskimmäinen saari) est une île du lac Päijänne à Asikkala en Finlande. 
Une partie de l'ile fait partie du parc national du Päijänne.

## Présentation
L'île, située au milieu de l'esker Pulkkilanharju, mesure 2,9 kilomètres de long, 270 mètres de large et couvre une superficie de 34,7 hectares.
L'île est située entre Hinttolanselkä et Asikkalanselkä et appartient à la chaîne d'eskers du Pulkkilanharju. 
Le point culminant de l'île culmine à 22 mètres au dessus du Päijänne.
Au nord-est, derrière le détroit Karinsalmi, se trouve l'île la plus septentrionale du Pulkkilanharju.
Sur son côté sud-ouest, l'île voisine Vähäsaari, dont elle est séparée par le détroit  Vähäsalmi. 
L'île est traversée par la route régionale 314 qui va de Sysmä à Vääksy.
Il n'y a pas de résidents permanents sur l'île, mais plus de 20 maisons de vacances y ont été construites. 
À l'extrémité sud de l'île se trouve un restaurant avec une petite tour d'observation.

## Réserve naturelle
Environ la moitié de l'île est une réserve naturelle, qui appartient au parc national du Päijänne avec l'île la plus septentrionale du Pulkkilanharju. 
Les zones du parc national du Päijänne forment la zone Natura 2000 Päijänteen alue (fi) (10 857 hectares, FI0335003),.

## Biographie
- (fi) Osmo Ruottinen, Asikkalan Pulkkilaharju–Muuttolintujen väylä Päijänteellä, Päijät-Hämeen lintutieteellinen yhdistys, 2010 (lire en ligne)

- (fi) Marjatta Koivisto (ed.), Jääkaudet, Porvoo, WSOY, 2004 (ISBN 951-0-29101-3)